# Arotes flaviscutatus
Arotes flaviscutatus là một loài tò vò trong họ Ichneumonidae.